# Gaidropsarus guttatus
Gaidropsarus guttatus is een straalvinnige vissensoort uit de familie van de kwabalen (Lotidae). De wetenschappelijke naam van de soort is voor het eerst geldig gepubliceerd in 1890 door Robert Collett. De soort werd ontdekt tijdens een expeditie van het zeilschip l'Hirondelle, van prins Albert I van Monaco, in 1887 in de Azoren.